# Circolo Canottieri Ortigia 2022-2023

## Rosa
| N° |                       | Ruolo | Giocatore             |
| -- | --------------------- | ----- | --------------------- |
|    | Italia (bandiera)     | P     | Stefano Tempesti      |
|    | Italia (bandiera)     | P     | Domenico Ruggiero     |
|    | Italia (bandiera)     | P     | Giuseppe Carrara      |
|    | Italia (bandiera)     | D     | Andrea Condemi        |
|    | Italia (bandiera)     | D     | Lorenzo Giribaldi     |
|    | Italia (bandiera)     | D     | Simone Rossi          |
|    | Italia (bandiera)     | D     | Leonardo Cassia       |
|    | Italia (bandiera)     | A     | Sebastiano Di Luciano |
|    | Montenegro (bandiera) | A     | Stefan Vidović        |
|    | Spagna (bandiera)     | A     | Javier Gorria Puga    |

| N° |                   | Ruolo | Giocatore               |
| -- | ----------------- | ----- | ----------------------- |
|    | Italia (bandiera) | A     | Mattia Capodieci        |
|    | Italia (bandiera) | A     | Enrico Tringali Capuano |
|    | Italia (bandiera) | A     | Alessandro Carnesecchi  |
|    | Serbia (bandiera) | CB    | Petar Velkić            |
|    | Italia (bandiera) | CB    | Christian Napolitano    |
|    | Italia (bandiera) | CV    | Francesco Cassia        |
|    | Italia (bandiera) | CV    | Francesco Condemi       |
|    | Italia (bandiera) | CV    | Filippo Ferrero         |
|    | Italia (bandiera) | CV    | Valerio Izzi            |
|    | Italia (bandiera) | CV    | Giuseppe Polifemo       |

|}
|}

### Staff tecnico
| Allenatore: | Stefano Piccardo |

## Mercato
| Acquisti | Acquisti | Acquisti | Acquisti |
| R.       | Nome     | da       |          |
| -------- | -------- | -------- | -------- |

| Cessioni | Cessioni | Cessioni | Cessioni |
| R.       | Nome     | a        |          |
| -------- | -------- | -------- | -------- |